# ブラボー!橋本
ブラボー！橋本（ブラボー！はしもと、1986年11月17日 - ）は、日本のピン芸人、ものまねタレント。ワタナベコメディスクール2期生。東京NSC13期生（2007年入学、2008年卒業）でもある。

## 経歴
三人兄弟の次男として生まれる。
ワタナベコメディスクール2期生のため、2006年からお笑い芸人活動。その後、2007年に東京NSC13期生としてNSCに入学し2008年に卒業して、すぐによしもと芸人としてデビューする。
在学中では柏田眞志の授業の1つ以外、全ての授業の選抜に入っていた為、卒業公演では、ほぼ全ての演目に出ていた。NSC在学中からよしもと芸人デビュー直後は、NSC13期生の同期、ダイスとお笑いコンビ◯−×(まるひくばつ)を組んでいて、卒業早々にぐるぐるナインティナインのおもしろ荘に出演するが解散。
2012年12月いっぱいでよしもとクリエイティブエージェンシーを退社し、2013年よりケイダッシュステージへと移籍。
2014年7月29日に新宿バティオスで初の単独ライブ、ケイダッシュ夏の単独を行った。定期的にミニ単独ライブも行っている。
2015年、2016年夏と、bayfmのサマーキャンペーンレポーターに2年連続で抜擢され“まさをちゃん”と親しまれている。
2017年からは、香川真司似の浅野ちあき、大迫勇也似のよし（トキヨアキイ）、宇佐美貴史似の鴛海友輔（トランスミッター）、槙野智章似のみどりかわたけし（元ラ・ラベスト）と共にサッカー日本代表のそっくりさんユニットの「ものまねJAPAN」としても活動している。ものまねJAPANのリーダー（ネタ制作担当）でもあり、今では30名近くいるサッカーのものまね集団をまとめている。
ロシアW杯ではサッカー日本代表が決勝トーナメントに進出した為に仕事の量が爆発的に増え、ものまねJAPANの知名度を一気に上げることになった。
他にも、舞台で俳優業や落語も行っていて、作家業としても台本を書いている。
カタールW杯に向けて、サッカー日本代表のものまね集団を招集、新生メンバーもいるとして、サッカー日本代表のものまね集団MONOMANE BLUE（ものまねブルー）を結成した。ものまねブルーのリーダーでもある。
2022年11月23日カタールW杯ドイツ戦勝利後の長友佑都のインタビューでのブラボー!発言により、仕事が爆発的に増え、芸名を「ブラボー!橋本」にすぐさま改名した。
2024年にはTik Tok専門ライバー事務所「cora」に業務提携所属
Tik Tokのフォロワー数は10万人を超えている

## エピソード
- 中学生時代に『学校へ行こう!』のコーナー〜未成年の主張〜に本名名義で出演したことがある。
- ワタナベエンターテインメントのワタナベコメディスクール『お笑いメジャーリーグ』に高校生時代にハライチらと共に出場したことがある[3]。
- 2010年3月30日の『爆笑そっくりものまね紅白歌合戦スペシャル〜ものまね大好きさん大集合!〜』に青山テルマのものまねで出演[4]。青山テルマの大ファンで、2010年3月31日付の青山テルマのブログでものまねの公認をもらい、『一緒に頑張りましょう』とエールを受けた[5][6]。
- 2010年10月31日に学習院大学の大学祭で青山テルマのライブを本人の衣装のものまねのまま観覧してたところ、青山本人にMC中に見つかり、そのままステージに呼ばれる[7]。
- 顎ものまねのHEY!たくちゃんは、ワタナベコメディスクールの先輩であり、師匠として憧れてケイダッシュステージに入った。
- 長友佑都のものまね芸人とも言われている。2014年10月10日に新潟スタジアム（デンカビッグスワンスタジアム）で行われたサッカー日本代表強化試合（キリンチャレンジカップ）日本対ジャマイカ戦を観に行った時に多くのサポーターたちから写真撮影を頼まれた[8]。
- 2014年12月24日の長友佑都のイベントで長友と対面。長友はネットで知っていたという[9]。
- 2016年1月8日にインテルナツィオナーレ・ミラノ所属の長友に会いにイタリアのミラノへ行き、再度長友と面会する。インテルクラブ内に入ることも成功し、ロベルト・マンチーニ監督とハビエル・サネッティ副会長とも対面を果たした[10][11]。
- その他のものまねレパートリーには松木安太郎、タイガー・ウッズ、錦織圭、爆笑問題、大坂なおみ、関口メンディー、ワクワクさん、蓮舫などがある。
- 長友佑都と平愛梨との結婚式の二次会では馴れ初めVTRとして、本人役をアモーレ橋本が演じたものが流れた(長友佑都本人からの依頼)平愛梨役は、おかずクラブのゆいPが演じ、三瓶役は本人の三瓶が演じた。
- 2018年12月31日にNHK紅白歌合戦に郷ひろみ 「GOLDFINGER’99～GO! GO!2018～」でのゲストとして出演。ひょっこりはんとものまねJAPANで歌中にバックで盛り上げ、ものまねJAPANはエンディングまで出演した。
- ものまねJAPANの大迫勇也のものまねをしているトキヨアキイのよし以外のメンバーは本人と面識があり、今でもそれぞれ交流をしている。
- 2019年12月31日には2年連続でNHK紅白歌合戦に郷ひろみと共に「2億4千万の瞳 エキゾチック“GO! GO!”ジャパン」に出演した。
- 2022年12月23日には、ミュージックステーションの特番であるMステウルトラSUPERLIVEにてゴールデンボンバーの『女々しくて 2022流行語ver.』で共演し一緒に熱湯風呂に入っている

## 出演

### テレビ
- ぐるぐるナインティナイン 〜おもしろ荘〜(日本テレビ、2008年6月13日)
- 本番で〜す! (テレビ東京、2009年1月25日)
- 笑う妖精（テレビ朝日、2010年2月7日）[12]
- 全国に眠るスターを発掘! ものまね新人ウォーズ～爆笑!ものまねウォーズ～（TBS、2010年10月4日）[13]
- 爆笑そっくりものまね紅白歌合戦スペシャル〜ものまね大好きさん大集合!〜（フジテレビ、2010年3月30日）
- おはスタ〜ひな子姫を起こせ〜(テレビ東京、2013年10月31日・2014年1月7日・2014年3月11日)
- とんねるずのみなさんのおかげでした 博士と助手〜細かすぎて伝わらないモノマネ選手権〜(フジテレビ、第19回2013年12月26日・第21回2015年4月2日・第22回2016年3月24日)
- バイキング(フジテレビ、2014年6月19日)
- 2014FIFAワールドカップデイリー「明日ギリシャに絶対勝たな アカンSP」(日本テレビ、2014年6月19日・2014年6月20日）
- お試しかっ！(テレビ朝日、2014年10月27日)
- WADAIの王国(TBS、2014年11月20日・2014年12月18日)
- ぷっすま〜お好み瞬間芸〜(テレビ朝日、2015年4月3日) 〜トレジャーハンター〜(2016年5月6日)
- ゴン中山&ザキヤマのキリトルTV(テレビ朝日、2015年6月12日)
- ものまねグランプリ(日本テレビ、2015年5月19日)
- ディープJルーム(TOKYO MX、2015年12月12日)
- 東京オーディション（仮）TOKYO MX、2015年12月21日、2016年6月20日、2016年8月8日)
- 聖夜のネタ祭！お笑いクリスマスショー！！(TBS、2015年12月22日)
- D-Sports SHIZUOKA(静岡第一テレビ、2016年1月9日、2016年8月20日)
- 2016フジパンカップ関西小学生サッカー～未来への覚悟～(朝日放送、2016年4月12日)
- めざましテレビ(フジテレビ、2016年6月6日)
- PON!(日本テレビ、2016年6月8日)
- 一夜づけ(テレビ東京、2016年7月24日、2016年8月7日)
- ABChanZoo(テレビ東京、2016年8月6日)
- ただいま、ゲーム実況中(CSテレ朝、2016年8月15日)
- 第69回NHK紅白歌合戦 (NHK、2018年12月31日) ※ものまねJAPAN※
- 第70回NHK紅白歌合戦 (NHK、2019年12月31日) ※ものまねJAPAN※
- MステウルトラSUPERLIVE（テレビ朝日、2022年12月23日）

### CM
- SBヱスビー食品株式会社 ハピファミカレー
- WEB 花王 メリット (長友佑都と共演)

### ラジオ
- bayfm78 サマーキャンペーンレポーター2015
- bayfm78 サマーキャンペーンレポーター2016
- bayfm78 光永亮太のPower Bay Morning 水曜日レポーター
- 鳥越アズーリFM

### 舞台
- ONION ～いのちあるところ～（2019年3月27日 - 31日、ザムザ阿佐谷）
- 尾米タケル之一座 番外公演「コントフェア」（2019年7月25日 - 30日、しもきた空間リバティ）[14]
- 石田衣良原作舞台 新人シナリオライター発掘プロジェクト『LAST&SEX～終焉と悦楽～』（2021年8月4日 - 8日、中目黒キンケロ・シアター）[15]
- 気晴らしBOYZ「舞台 サルまん」（2021年12月15日 - 19日、下北沢小劇場B1） - 一休 役